# Rudolf Kämpf

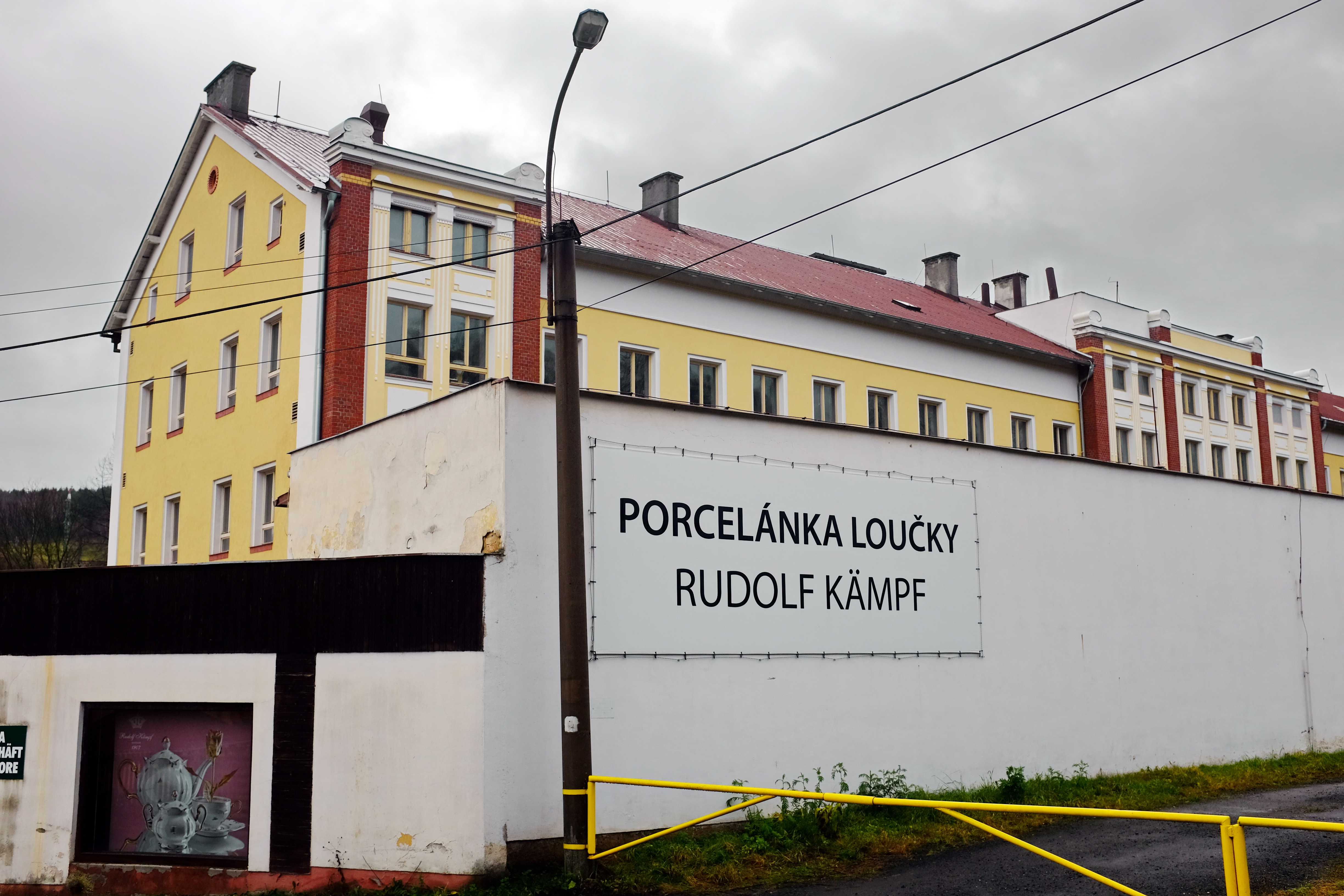

Rudolf Kämpf s.r.o. je továrna na výrobu porcelánu v Čechách. Jméno získala podle podnikatele Rudolfa Kämpfa z Grünlasu, (dnes Loučky u Nového Sedla), který se stal spolumajitelem porcelánky v roce 1911.

## Historie
V červnu 1907 Američan Benjamin Franklin Hunt z Bostonu získal od obecního úřadu v Grünlasu (Loučky) povolení ke stavbě porcelánky. Od té doby se výroba porcelánu stala tradičním průmyslem v oblasti Karlovarska a Sokolovska, která je bohatá na suroviny potřebné pro jeho výrobu – zvláště kaolin a dřevo. Také možnost zřízení vlečky na železniční trať Loket-Nové Sedlo byla vhodná pro vývoz hotových výrobků.
V důsledku krize v USA se práce na stavbě továrny zastavily, protože firma Benjamin F. Hunt and Sons zbankrotovala. Proto v prosinci 1909 nedostavěnou továrnu odkoupili majitelé sklárny v Novém Sedle. V září 1911 pak byla oficiálně zaregistrována společnost Porzellanfabrik Rudolf Kämpf GmbH, Grünlas, která byla ještě v prosinci téhož roku přejmenována na Rudolf Kämpf GmbH, Fabrikation und Vertrieb von Porzellanwaren und der dazu gehörigen Nebenprodukte, in Grünlas (česky: Výroba a prodej porcelánu a souvisejících vedlejších produktů v Loučkách).
Porcelánka začala výrobou hrnků a po modernizaci zařízení byly vyráběny kompletní jídelní a kávové soubory. Po smrti Rudolfa Kämpfa v roce 1918 přešlo řízení prosperující továrny do rukou jeho syna Hanse. V té době již 85 % výroby šlo na export – Rakousko, Itálie, Rumunsko, Polsko, Holandsko ale i USA.  Export ale také směřoval i do zemí s vlastní výrobou porcelánu – do Maďarska, Velké Británie, Německa i Francie. V roce 1936 roční výroba přesahovala přes 2 miliony souprav.
Po 2. světové válce byla továrna znárodněna a stala se součástí koncernu Slavkovský porcelán. Od roku 1956 se pak porcelánka v Loučkách stala částí státního podniku Karlovarský porcelán. Po úspěchu na světové výstavě v Montrealu se porcelánka stala v Československu nejvýznamnější. V té době se začaly vyrábět tradiční servisy s názvem „Mary Anne“ a „Sabina“. V listopadu 1992 byla porcelánka zakoupena společností Leander 1946 s.r.o., která změnila jméno porcelánky na Leander. Ve výrobě se začaly používat k malování porcelánu drahé kovy. V roce 2007 byla porcelánka prodána českému holdingu SC Investment (majitel – rusky podnikatel Sergej Čižov). V roce 2008 byla provedena kompletní technická rekonstrukce továrny, která se tak opět se stala jednou z nejmodernějších v zemi. V roce 2010 se porcelánce vrátilo historické jméno Rudolf Kämpf. 

## Současnost
Na rozdíl od mnoha jiných výrobců, kteří přešli na výrobní metody využívající automatizaci, Rudolf Kämpf i ve 21. století  pokračuje ve výrobě malých sérií a jednotlivých rukodělných výrobků, podle zájmu k zákazníků.
Firma Rudolf Kämpf vyrábí porcelán ve třech třídách:
- Rudolf Kämpf – premium class porcelán ruční výroby
- Leander – kvalitní porcelán ruční a průmyslové výroby pro běžné používání
- Leander fresh - kvalitní porcelán ruční i průmyslové výroby zaměřený na moderní současný design
- Leander HoReCa – porcelán pro hotely, restaurace a odvětví služeb

Zároveň továrna také vyrábí exkluzivní výrobky ručně malované podle speciálních zakázek. Například unikátní dárkové vázy od Rudolf Kämpf byly v různou dobu věnovány takovým významným osobnostem, jako je 42. prezident USA William Jefferson Clinton (v r. 1994), 1. prezident České republiky Václav Havel (v r. 1996), norský král Harald V. (v r. 1997) a Papež Jan Pavel II. (v r. 1998). Jednu ručně vyrobenou vázu s vyobrazením Napoleona Bonaparte darovala porcelánová manufaktura Rudolf Kämpf v r. 2008 Národnímu muzeu armády v Paříži.